# Big Fizzo
Mugani Désiré, né le 25 juillet 1978 à Bwiza, dans la province de Bujumbura, connu sous le nom de scène de Big Fizzo, est un artiste musicien, rappeur, chanteur, auteur-compositeur-interprète, producteur et entrepreneur burundais,. Il est le fondateur de BantuBwoy , un label musical. 

## Biographie

### Enfance et éducation
Big Fizzo est né le 25 juillet 1978 à Bwiza, un quartier populaire de Bujumbura, la plus grande ville du Burundi (capitale économique du pays et ancienne capitale politique jusqu’en 2018). Il grandit dans la province de Makamba au sud du Burundi, qui partage  la frontière avec la Tanzanie,et sous l’influence, à l’époque, de la musique congolaise et tanzanienne. 
À son retour à Bujumbura, entre 1990 et 1993, il commence à pratiquer la danse. Il rejoint le groupe Nigga soul comme danseur et une année plus tard, comme vocaliste.

## Carrière musicale

### 1997 - 2008: Début professionnel
À la fin des années 90, après avoir fait ses débuts dans le groupe Nigga soul, Mugani Désiré décide de lancer sa carrière musicale en solo. Il est découvert par Kidum Kibido, un artiste burundais basé au Kenya, qui lui propose un contrat de production.
En juillet 2001, il sort sous le nom de scène de Farious son premier projet en solo, une chanson intitulée Mbarira. Cette dernière chantée en Kirundi (sa langue maternelle) lui permet de participer dans des concerts dans plusieurs villes du Burundi. Il sort Sitapenda tena et Mambo juu ya mambo, successivement sa deuxième et sa troisième chanson, au début de 2002.
En 2008, Big Fizzo annonce la sortie de son tout premier album intitulé "Jewe" contenant 17 titres. Il a cependant collaboré dans certaines chansons avec plusieurs artistes burundais tels que Lolilo, Channy Queen et Kidum Kibido. L’album est sorti en juillet 2009 avec 17 titres au total.

### 2009 - 2017: Succès international
En 2009, sa carrière prend alors un tournant important. Big Fizzo collabore avec des artistes internationaux comme Tom Close la même année sur la chanson Baza. Et le 12 juin 2015, la chanson Indoro en featuring avec le duo des chanteuses rwandaises Charly et Nina est diffusée pour la première fois sur des plateformes de streaming et à la radio.
À la suite du succès de cette dernière collaboration, il est invité à prester à la huitième édition du Championnat d’Afrique des nations de football (CHAN) tenu à Kigali (capitale du Rwanda) en janvier et février 2016.
Big Fizzo enregistre son second album intitulé Fizzology : sorti en juin 2017 avec 23 titres et reçoit un certificat d’honneur du meilleur travailleur de l’année par le président de la République Pierre Nkurunziza. Il part en tournée nationale pour promouvoir son album à travers différentes ville du Burundi.
En juillet 2017, il devient l’ambassadeur de l’association “Una mano per la speranza onlus” créé en 2014 en Italie pour valoriser les enfants autistes.

### 2017 - present: BantuBwoy Entertainment
Le 21 mars 2017, Big Fizzo lance BantuBwoy Entertainment qui est une société burundaise d’édition et production musicale basée à Bujumbura. Avec l’objectif de promouvoir la musique burundais, il signe des artistes locaux comme Double Jay, Kirikou Akili, Elly’s Bwoy, Drama T, Msamaria et Jolis.
En 2020, Big Fizzo sort Desideratus et Legendary sous BantuBwoy Entertainment, un double album solo contenant 37 titres, avec des chansons telles que SUGUA en 2019 et Kokota en 2020 qui mettent en vedette Double Jay et Kirikou Akili, avec la participation de Drama T.

## Discographie

### Albums studios
- 2009 : Jewe
- 2017 : Fizzology
- 2020 : Desideratus
- 2020 : Legendary

### Singles
- 2001 : Mbarira
- 2002 : Sitapenda tena
- 2003 : Leave me alone
- 2002 : Mambo juu ya mambo

- 2006 : Niwanyemera
- 2007 : Sinoguhisha
- 2007 : Sinarinzi
- 2008 : Garuka
- 2009 : Baza
- 2009 : Mporeza umwana
- 2009 : Munyana
- 2009 : Urukumbuzi
- 2009 : Umechokoza nyuki
- 2011 : Nataka wajuwe
- 2013 : Soso
- 2013 : Ndakumisinze
- 2013 : Bajou
- 2014 : Ubusa
- 2014 : What’s my name
- 2015 : Indoro
- 2016 : You got it ft. M-Lambert
- 2017 : Ni wewe
- 2017 : Urambabaza
- 2018 : Sibeza
- 2018 : Konzi
- 2019 : F (Fyee)
- 2020 : Goût yanje
- 2021 : Affection
- 2021 : Million faces (Kunwa beer)
- 2022 : Dear
- 2023 : Superman
- 2023:ngangari
- 2024:Baridi

### Collaborations
- 2017 : Killing Me, Swagg Team ft. Big Fizzo
- 2021 : HMM, Ado Josan ft. Big Fizzo
- 2022 : Anna, El Coyote ft. Big Fizzo
- 2023 : Nyash, Kingorongoro ft. Big Fizzo
- 2023 : Truth or dare, Davis D ft. Big Fizzo
- 2023 :Faible, Monnia Fleur ft. Big Fizzo

## Filmographie

### Films
- 2020 : A Life To Regret

## Récompenses et nominations
En 2022, Big Fizzo avait reçu la nomination d'un artiste et une trophée et une nomination d'un artiste légendaire de l'année 2022 donc 2 titres de la part de Platform Show Award.

## Lire aussi
- Diamond Platnumz
- Lolilo
- Lokua Kanza
- Koffi Olomide
- kingi James Rwanda